# Mnemosyne (mitologia)
Mnemosyne (także Mnemozyna, Mnemosyna, Pamięć; stgr. Μνημοσύνη Mnēmosýnē ‘pamięć’, łac. Moneta) – w mitologii greckiej tytanida, bogini i uosobienie pamięci.
Należała do pierwszego pokolenia tytanów i tytanid. Uchodziła za córkę Uranosa i Gai. Była siostrą tytanów (Hyperiona, Japeta, Kojosa, Kriosa, Kronosa, Okeanosa) i tytanid (Fojbe, Rei, Tei, Temidy, Tetydy) oraz cyklopów niebiańskich (Argesa, Brontesa, Steropesa) i hekatonchejrów (Ajgajona, Gygesa, Kottosa). Z bogiem Zeusem (połączył się z nią w Pierii w ciągu kolejnych dziewięciu nocy) miała córki (Erato, Euterpe, Kalliope, Klio, Melpomene, Polihymnię, Talię, Terpsychorę i Uranię), które były muzami olimpijskimi.
Przed wyrocznią Trofoniosa w Lebadei w Beocji istniało Źródło Pamięci (Mnemosyne).
Imieniem tytanidy nazwano jedną z planetoid – (57) Mnemosyne oraz motyla z rodziny paziowatych – niepylak mnemozyna (Parnassius mnemosyne).